# Wolmirstedt
Wolmirstedt é um município da Alemanha, situado no distrito de Börde, no estado de Saxônia-Anhalt. Tem 54,28 km² de área, e sua população em 2019 foi estimada em 11.441 habitantes.